# Enon–alkenová cykloadice
Enon–alkenová cykloadice je [2+2] cykloadiční reakce využívající jako substráty α,β- enony a alkeny. Přestože Woodwardova–Hoffmannova pravidla umožňují fotochemickou [2+2] cykloadici, tak reakce enonů s alkeny probíhají postupným mechanismem za účasti diradikálových meziproduktů.

## Historie
V roce 1908 bylo popsáno, že se karvon po dobu jednoho roku vystavený slunečnímu svitu přeměnil na karvon-kafr. Další výzkum vedl ke zjištění, že pro fotochemické [2+2] cykloadice enonů na alkeny je sluneční světlo dostačující.

## Mechanismus
Mechanismus reakce je postupný a radikálový. Začíná fotoexcitací enonu do singletového excitovaného stavu. Tento singletový stav obvykle přetrvává velmi krátkou dobu a přechází do tripletu. V tomto okamžiku enon vytvoří se základním stavem alkenu excimer, čímž vznikne tripletový diradikál. Inverze spinu na singletový diradikál umožní uzavření cyklobutanového kruhu.
Navržen byl také pericyklický mechanismus, ve kterém vznikají radikálový kation a radikálový anion, jež se rekombinují za tvorby cyklobutanu.

## Rozsah a omezení
Enon–alkenové cykloadice mohou, v závislosti na orientaci substituentů na alkenu a na enonovém karbonylu, vytvářet dva různé izomery. Selektivita vůči jednomu z izomerů závisí na sterických i elektronových vlivech.
Na regiochemii produktů mají největší vliv sterické a elektrostatické interakce mezi alkenem a excitovaným enonem. Enony mají v excitovaných stavech obrácenou polaritu a na β-uhlíku se tak nachází částečný záporný náboj. V přechodném stavu odpovídajícímu vytváření první vazby má alken tendenci k takovému uspořádání, že je jeho záporný dipól orientován směrem od β uhlíku enonu.
Sterické interakce vynucují navazování velkých substituentů na opačné strany vytvářeného cyklobutanového kruhu.
Pokud se enonová a alkenová skupina nachází na kruhu tvořeném pěti nebo méně atomy, tak se konfigurace dvojné vazby zachovává, u větších kruhů ale může vedle cykloadice také docházet k izomerizaci, kdy se vytváří směsi cis- a trans-produktů.
Diastereofaciální selektivitu lze většinou dobře předvídat; převážně reagují méně stíněné strany enonu a alkenu.
Vnitromolekulární enon–alkenové cykloadice mohou vytvářet, v závislosti na regioselektivitě reakce, „ohnuté“ i „rovné“ produkty. Jestliže je enonová skupina od alkenové oddělena dvěma atomy, převažují ohnuté produkty, protože dochází k rychlé tvorbě pětičlenných kruhů. Molekuly s většími rozmezími mezi těmito skupinami vytvářejí především rovné produkty.
Enon–alkenovou cykloadici lze použít na přípravu kubanu; Favorského přesmyk vytvoří uhlíkovou kostru kubanu a dalšími úpravami se získá nefunkcionalizovaný produkt.

## Provedení
Enon–alkenové cykloadice jsou často doprovázeny vedlejšími reakcemi, obvykle souvisejícímis diradikálovými meziprodukty. Jejich vliv lze omezit úpravou reakčních podmínek.
Reaktanty a rozpouštědlo by neměly obsahovat rozpuštěný kyslík, který je fotoreaktivní.
Lze použít mnoho různých rozpouštědel; například aceton zvyšuje fotocitlivost tripletových stavů. Alkanová rozpouštědla nemají obsahovat příměsi alkenů.
Důležitá je také vlnová délka excitačního záření.
U mezimolekulárních cykloadicí může nadbytek alkenu bránit dimerizaci enonu.